# Biosfeerreservaat Tsentralnosibirski
Biosfeerreservaat Tsentralnosibirski of Biosfeerreservaat Centraal-Siberië (Russisch: Центральносибирский государственный природный биосферный заповедник) is een strikt natuurreservaat gelegen in Oost-Siberië en valt binnen Kraj Krasnojarsk. De oprichting tot zapovednik vond plaats op 9 januari 1985 per decreet van de Raad van Ministers van de Russische SFSR. Bovendien werd het gebied op 12 januari 1987 aan de lijst van biosfeerreservaten toegevoegd onder het Mens- en Biosfeerprogramma (MAB) van UNESCO. Het beschermde gebied heeft een oppervlakte van 10.198,99 km².

## Kenmerken
Biosfeerreservaat Tsentralnosibirski ligt in het westen van het Midden-Siberisch Bergland. Het westelijke deel van het reservaat is gelegen op een hoogte van 120 tot 200 meter boven zeeniveau. De rivier Jenisej stroomt hier over een lengte van 60 kilometer van zuid naar noord. Vanwege zijn grootte meandert de Jenisej niet. In het oostelijke deel van het reservaat ligt op een heuvelachtige, glaciale vlakte en varieert qua hoogte tussen de 150 en 350 meter boven zeeniveau. Het noordoosten van het reservaat is hoger, variërend van 350 tot 450 meter, met uitschieters tot maximaal 500 meter hoogte boven zeeniveau. Door het zuidoosten van het reservaat stroomt de Stenige Toengoeska — een belangrijke zijrivier van de Jenisej. Het gebied bestaat grotendeels uit taiga, met belangrijke bosvormende soorten als Siberische spar (Picea obovata), Siberische den (Pinus sibirica), Siberische lariks (Larix sibirica), ruwe berk (Betula pendula), zachte berk (Betula pubescens) en Siberische zilverspar (Abies sibirica).

## Permafrost
Permafrost heeft in het oosten van het reservaat een gefragmenteerde verspreiding. In vlakke gebieden met mossige naaldbossen bevindt de permafrost zich op een diepte van 5 à 6 meter. De permafrostlaag zelf heeft een diepte van circa 20 meter en is over de hele laag −0,1 tot −0,2°C. Afhankelijk van het seizoen kan warmte op turfbodems tot aan de permafrostlaag doordringen. Hierdoor treedt seizoensgebonden dooi op, die in staat is de bovenste laag (0,5 tot 1 m) van de permafrost te beïnvloeden.

## Flora
De flora van Biosfeerreservaat Tsentralnosibirski is nog niet volledig onderzocht. Een voorlopige studie heeft aangetoond dat er ten minste 500 soorten vaatplanten in het gebied aanwezig zijn. Enkele opmerkelijke soorten in het gebied zijn bijvoorbeeld Cypripedium guttatum en Calypso bulbosa.

## Dierenwereld
De dichtheid aan vogels in uitgestrekte taigabestanden is relatief laag. Hier leven soorten als Siberische boompieper (Anthus hodgsoni), matkop (Poecile montanus), Pallas' boszanger (Phylloscopus proregulus) en keep (Fringilla montifringilla) en dwerggors (Emberiza pusilla). in de riviervallei van de Jenisej wordt vooral de wilgengors (Emberiza aureola) aangetroffen en op de meeste grote meren broedt de parelduiker (Gavia arctica). In het reservaat zijn 46 zoogdiersoorten vastgesteld. Hiertussen bevinden zich onder meer de bruine beer (Ursus arctos), sabelmarter (Martes zibellina) en Siberische wezel (Mustela sibirica). De Jenisej vormt er de meest westelijke voorpost van het Siberisch muskushert (Moschus moschiferus) en de Oost-Siberische ondersoort van het eland (Alces alces pfizenmayeri).